# Aguelmame N'Miaami
Aguelmame N'Miaami est un lac du Moyen Atlas, province de Khénifra se situe à 1.600 mètres d'altitude dans l'aire géographique d'Ajdir Izayane. C'est un lac naturel alimenté par des sources et un affluent, c'est de là que prend naissance l'Oued Chbouka. Réputé pour son peuplement en truite de grosses dimensions, le lac N’Miaami est un centre de pêche touristique de grande valeur. L'accès au lac qui se trouve à 35 km de la ville de Khénifra, se fait à partir du plateau d'Ajdir en traversant les marais d'Adar Oujdir, puis une piste qui sillonne la belle forêt de cèdres. Il fait partie du parc national de Khénifra.

## Situation
Il est situé en plaine cèdraie d'Ajdir Izayane à 35 km de Khénifra.